# Палау на Олімпійських іграх
Палау дебютувала на Олімпійських іграх у Сіднеї, потім брала участь у наступних літніх Олімпіадах. За весь час виступу країни в Іграх взяли участь 34 спортсмени (21 чоловік та 13 жінок), які виступали у змаганнях з боротьби, дзюдо, легкої атлетики, плавання та важкої атлетики.
Спортсмени Палау ніколи не завойовували олімпійських медалей. У зимових Олімпіадах спортсмени Палау участі не брали.
Національний олімпійський комітет Палау було створено у 1997 році та визнано МОК у 1999 році.

## Кількість учасників на літніх Олімпійських іграх
| Вид спорту                      | 2000  | 2004  | 2008  | 2012  | 2016  | Всього  |
| ------------------------------- | ----- | ----- | ----- | ----- | ----- | ------- |
| Боротьба                        |       | 1     | 2     |       | (1)   | 3 (1)   |
| Важка атлетика                  | 1 (1) |       |       | 1     |       | 2 (1)   |
| Дзюдо                           |       |       |       | 1 (1) |       | 1 (1)   |
| Легка атлетика                  | 2 (1) | 2 (1) | 2 (1) | 2 (1) | 1     | 9 (4)   |
| Плавання                        | 2 (1) | 1 (1) | 1 (1) | 1 (1) | 1 (1) | 7 (6)   |
| Веслування на байдарках і каное |       |       |       |       | (1)   | (1)     |
| Всього спортсменів              | 5 (3) | 4 (2) | 5 (2) | 5 (3) | 2 (3) | 21 (13) |

- У дужках наведено кількість жінок у складі збірної